# 롯데시네마 월드타워
롯데시네마 월드타워(영어: Lotte Cinema World Tower)는 대한민국의 복합 상영관으로, 롯데시네마의 플래그십 스토어다. 롯데월드몰 내에 있다. 대한민국에서 제일 큰 복합 상영관이다. 경쟁사인 플래그십 스토어로는 CGV용산아이파크몰, 메가박스 코엑스가 있다.

## 상영관
총 21관으로 구성되어 있다. 일반관, SUPER 4D관, SUPER PLEX G 등이 있다.

## SUPER PLEX G
21관인 SUPER PLEX G은 시네마스코프 비율의 스크린이다. 2014년 7월 세계 최대 크기 스크린 (34m×13.8m)으로 기네스 세계기록에 등재되었으나, 2015년 12월 쑤저우의 스크린에게 넘겨주었다. 좌석은 총 628석으로 대한민국에 있는 상영관 중 광주극장 다음으로 두번째로 제일 큰 상영관이다.